# Patrice Valota
Patrice Valota est un acteur et peintre français né en 1950 à Morienval (Oise).

## Biographie

### Carrière d'acteur
Patrice Valota fait ses débuts au cinéma en 1972 dans Bananes mécaniques aux côtés Marie-Georges Pascal. Il doit ensuite patienter cinq ans pour retrouver le cinéma (et sa partenaire du film de Jean-François Davy) avec Les Raisins de la mort, premier film gore français, réalisé par Jean Rollin.
En 1978, il tient la vedette de Brigade mondaine réalisé par Jacques Scandelari. Le film, adapté d'un roman à succès édité par Gérard de Villiers et porté par la musique de Cerrone, connaît deux suites. Patrice Valota incarne de nouveau l'inspecteur Corentin en 1979 et en 1980.
On le voit par la suite interpréter des seconds rôles dans Les Frères Pétard (1986), aux côtés de Gérard Lanvin et de Jacques Villeret, dans Justinien Trouvé, ou le bâtard de Dieu (1993), avec Bernard-Pierre Donnadieu ou encore dans Quand je vois le soleil (2003) avec Marie-Claude Pietragalla et Florent Pagny.
Sa carrière à l'écran est aussi marquée par sa collaboration avec Gérard Mordillat pour qui il tourne à trois reprises pour le cinéma (Billy Ze Kick, Fucking Fernand, Toujours seuls). Dans les années 2000, le réalisateur le dirige encore dans trois téléfilms et lui confie le rôle de Pignard dans sa mini-série sur le monde ouvrier Les Vivants et les morts.
Patrice Valota fait l'essentiel de sa carrière à la télévision, apparaissant très régulièrement dans des téléfilms ou des séries, et ce depuis le milieu des années 1970 jusqu'à aujourd'hui. On a pu le voir tenant des rôles récurrents dans Les Deux font la loi, La Crim' et Sous le soleil.

### Le peintre
En 1988, après avoir joué L'Incarnation, pièce de Louis Calaferte en Avignon, il rencontre le peintre lettriste Jean Cortot et « rentre en peinture ».
Depuis, Valota partage son temps entre Montreuil-sous-bois et son atelier de La Guéroulde dans l'Eure. Il emploie la cire, matière unique qu'il travaille par le feu et la fusion. Une récente monographie Wax aux Éditions du Regard retrace son œuvre singulière.
En 2014, Valota est à La Fiac à Paris pour présenter des tableaux en cire et pigments de ses dernières séries Bloom & Vanity et Arborescence. Auparavant, il a exposé dans des galeries à Paris, à Londres et à Istanbul notamment aux côtés d'Andy Warhol (fondation Absolut Vodaka), Bernar Venet, Bustamente et Frank Stella (Riff Art Projects, Istanbul), Cruz Diez, Vasarely (Lavignes Bastille, Paris)...

## Filmographie

### Cinéma
- 1973 : Bananes mécaniques de Jean-François Davy : Marc
- 1978 : Les Raisins de la mort de Jean Rollin : Pierre
- 1978 : Brigade mondaine de Jacques Scandelari :  Boris Corentin
- 1979 : Brigade mondaine : La Secte de Marrakech de Eddy Matalon : Boris Corentin
- 1980 : Brigade mondaine : Vaudou aux Caraïbes de Philippe Monnier : Boris Corentin
- 1985 : Billy Ze Kick de Gérard Mordillat : Eugene
- 1986 : Les Frères Pétard de Hervé Palud : Teuch
- 1986 : Flagrant Désir de Claude Faraldo : Aldo
- 1986 : Un homme et une femme, 20 ans déjà de Claude Lelouch :
- 1986 : Suivez mon regard de Jean Curtelin : l'aveugle
- 1987 : Fucking Fernand de Gérard Mordillat : Vigneault
- 1991 : Toujours seuls de Gérard Mordillat : Tonton
- 1993 : Justinien Trouvé, ou le bâtard de Dieu de Christian Fechner : le baron Raoul
- 2001 : L'Engrenage de Frank Nicotra : le barman
- 2003 : Quand je vois le soleil de Jacques Cortal : Gigi
- 2003 : Hymne à la gazelle, court métrage de Stéphanie Duvivier : le mari
- 2006 : Michel Vaillant de Louis-Pascal Couvelaire : le directeur de course du Mans
- 2006 : Exes de Martin Cognito : Le peintre Valota
- 2009 : Marga (Unter Bauern)  de Ludi Boeken : un travailleur étranger
- 2009 : La Veine du vigneronde Martin Cognito : Comte de Vully

### Télévision

#### Téléfilms
- 1975 : Pays, téléfilm de Jacques Krier : Pierre
- 1975 : La Dame de l'aube, téléfilm de Aldo Altit : le berger
- 1982 : Un fait d'hiver, téléfilm de Jean Chapot : Beauvais
- 1982 : Les Invités, téléfilm de Roger Pigaut : Stane Arios
- 1982 : La Rescousse, téléfilm de Jacques Krier : Pierri
- 1988 : The Tenth Man, téléfilm de Jack Gold : Voisin
- 2003 : L'Île atlantique, téléfilm de Gérard Mordillat :
- 2003 : Simon le juste, téléfilm de Gérard Mordillat : Jésus
- 2006 : La Forteresse assiégée, téléfilm de Gérard Mordillat : Capitaine Guéry
- 2010 : Demain je me marie, téléfilm de Vincent Giovanni : Loïc
- 2018 : Mélancolie ouvrière de Gérard Mordillat : Victor Renard

#### Séries télévisées
- 1977 : Messieurs les jurés, 1 épisode, L'affaire Vilquier : Marcel
- 1977 : Les Héritiers, 1 épisode, La Fête au village : Marcel
- 1977 : Recherche dans l'intérêt des familles, 1 épisode, Sainte Rita : Anouar
- 1978 : Le Temps d'une République, 1 épisode, Un soir d'hiver, place de la Concorde de Roger Pigaut : Jean Favereau
- 1979 : Un Juge, un flic, 1 épisode, Carré de vilains : Jean-Louis Delors
- 1980 : Les Visiteurs, mini-série de Michel Wyn : Grégorio
- 1982 : Marcheloup, mini-série de Roger Pigaut : Pierre Chambarcaud
- 1982 : Médecins de nuit de Stéphane Bertin, épisode : La nuit d'Espagne (série télévisée) : Hervé Dubois
- 1984 : Les Enquêtes du commissaire Maigret, épisode L'Ami d'enfance de Maigret de Stéphane Bertin :
- 1986 : Des toques et des étoiles, mini-série de Roger Pigaut : Denis Coste
- 1987 : L'heure Simenon, 1 épisode, Le fils Cardinaud  : Franck
- 1988 : Le Clan, mini-série de Claude Barma : Lartigue
- 1988 : En cas de bonheur, série de Dominique Giuliani et Paul Vecchiali : Patrick
- 1990 : Navarro, 1 épisode, Strip-Show : Bobby
- 1990 : Série rose, 1 épisode, Le demi-mariage ou Le triomphe de la vertu de Harry Kumel : le marquis
- 1990 : Les Deux font la loi, 11 épisodes : Gabriel Couteau
- 1991 : Bergerac, 1 épisode, Snow in Provence : Michel Grenele
- 1992 : Les Années FM : Franck Grégory
- 1992 : The House of Eliott, 1 épisode : Gilles Caragnac
- 1995 : Highlander, 1 épisode, Methos : Marc Saracen
- 1998 : Marseille, 2 épisodes : Betrand Gendron
- 1998 : La Kiné, 1 épisode, La Gagne : Marco Beaulieu
- 1999-2000 : La Crim', 9 épisodes : Gilles Monin
- 2000 : Un Homme en colère, 1 épisode, L'Ange déchu : Simon Ferrer
- 2000-2001 : Sous le soleil, 6 épisodes : Jean-Philippe Reynaud
- 2001 : Commissaire Moulin, 1 épisode, Au nom de nos enfants : Pierre Valérian
- 2003 : Le Bleu de l'océan, 1 épisode : Maître Chabert
- 2006 : Sœur Thérèse.com, 1 épisode, Péché de gourmandise : Gilles Granat
- 2006 : Anna Meyer, assistante de choc, 1 épisode, Pilote : Pierre Meyer
- 2007 : Mystère, mini-série de Didier Albert : Monsieur Jérôme
- 2008 : John Adams, 1 épisode, Don't Tread on Me : Jean-Antoine Houdon
- 2008 : Le Tuteur, 1 épisode, Le Prodige  : Robert Etchegarray
- 2008 : Section de recherches, 1 épisode, Pour le meilleur et pour le pire : Martial Béraud
- 2010 : Joséphine, ange gardien, 1 épisode, L'homme invisible : André
- 2010 : Les Vivants et les Morts, mini-série de Gérard Mordillat : Pignard
- 2011 : Camping Paradis, 1 épisode, Roméo et Juliette au camping (saison 2, épisode 6) : Kako
- 2011 : Interpol, 1 épisode, Double jeu : Alain Vercruyse

## Théâtre
- Incident à Vichy, d'Arthur Miller, m.e.s. Michel de Ré
- Le Montreur, d'Andrée Chedid, m.e.s. Serge Dekramer
- Pauvre France !, de Sam Bobrick et Ron Clark, adaptation de Jean Cau, m.e.s. Michel Roux
- Le Prince de Hombourg, d'Heinrich von Kleist, m.e.s. Jean Négroni
- L'Aiglon, d'Edmond Rostand, m.e.s. Philippe Valois
- Antoine et Cléopâtre, de William Shakespeare m.e.s. Régis Ander
- 1978 : Monnaie, Camping Caravaning, de Peter Terson, adaptation de François Brincourt, m.e.s. Michel Herval
- Jean de l'Ours, de Guy Vassal, m.e.s. de l'auteur
- Le Cocu magnifique, de Fernand Crommelynck, m.e.s. Roger Hanin
- Incroyable Histoire de Erendira, de Gabriel García Márquez, m.e.s. Augusto Boal
- Morpioni's Palace, m.e.s. Patrick Cartier
- Poussière Pourpre, de Sean O'Casey, m.e.s. Guy Retore
- L'Incarnation, de Louis Calaferte, m.e.s. Patrick Paroux
- 1989 : Impressions d'Europe, adaptation et m.e.s. Jean-Michel Ribes
- 1995 : Angélique, d'après Anne et Serge Golon , m.e.s. Robert Hossein